# Série 22 SNCB
Les locomotives de la série 22 sont des locomotives électriques entrées en service auprès de la SNCB en 1954. Elles furent radiées entre 2002 et 2009.
L'effectif comptait 50 exemplaires, livrés par les Constructions Ferroviaires et Métalliques de Nivelles sous le type 122 (classification en vigueur jusqu'à la renumérotation générale du matériel en 1971).
Aptes à 130 km/h (initialement 125), elles ont assuré tous types de services sur les lignes électrifiées belges, à l'exception notable de la ligne du Luxembourg. De construction relativement simple et éprouvée, leur grande fiabilité a permis une carrière de 55 ans à certaines d'entre elles.
Elles ont porté les différentes livrées successives du matériel de traction électrique de la SNCB : d'abord les deux teints de vert (sur quelques exemplaires), puis la livrée homogène verte jusqu'au milieu des années 1970, ensuite la livrée à dominante jaune (et lignes bleues) et enfin la livrée inverse, moins salissante, bleue à lignes jaunes.
Un exemplaire, la 2201, est préservé par l'association PFT.

## Modélisme
La série 22 a été reproduite à l'échelle HO par les firmes Dacker, Märklin, Trix, PB Messing Modelbouw et l'artisan Jocadis sur une base Lima.